# Nemacheilus subfusca
 Nemacheilus subfusca és una espècie de peix de la família dels balitòrids i de l'ordre dels cipriniformes.

## Morfologia
Els mascles poden assolir els 7,4 cm de longitud total.

## Distribució geogràfica
Es troba al riu Brahmaputra al Tibet i l'Índia
.